# Operation: Mindcrime
Operation: Mindcrime is het derde studioalbum van de Amerikaanse progressieve metalband Queensrÿche. Dit conceptalbum, door sommige recensenten betiteld als een rockopera, betekende de doorbraak voor Queensrÿche.
Gaandeweg worden in vijftien nummers de verhalen verteld van Nikki en Mary — twee personen die geleefd hebben aan de zelfkant van de maatschappij. Nikki lijdt aan geheugenverlies. Hij is een tot huurmoordenaar verworden drugsverslaafde, die gehersenspoeld is door de pseudo-vrijheidsstrijder dr. X. Deze dr. X is uit op een machtsovername van zijn land en tracht dit te bewerkstelligen door sleutelfiguren te laten vermoorden en hen door stromannen te vervangen. Voormalig prostituee zuster Mary heeft zich door priester William laten bekeren en is inmiddels non, maar wordt wekelijks door hem misbruikt. Geleidelijk komen hun verhalen bij elkaar.
Zanger Geoff Tate kreeg het idee voor Operation: Mindcrime op een houten bank achter in een katholieke kerk in Montreal. In een bar aldaar had hij een sinistere man ontmoet, die lid bleek te zijn van een terroristische organisatie in Canada en nog steeds een onaangename reactie bij Tate opriep. De meeste nummers zijn door Tate geschreven, samen met gitarist Chris De Garmo en/of gitarist Michael Wilton.
Het album is opgenomen in de Hilversumse Wisseloordstudio's en werd geproduceerd door Peter Collins.
Voor Operation: Mindcrime ontving Queensrÿche in 1989 een Edison.

## Tracklist
| Nr. | Titel                                         | Duur  |
| --- | --------------------------------------------- | ----- |
| 1.  | I Remember Now (De Garmo, Tate, Wilton)       | 1:18  |
| 2.  | Anarchy-X (De Garmo)                          | 1:28  |
| 3.  | Revolution Calling (Tate, Wilton)             | 4:40  |
| 4.  | Operation: Mindcrime (De Garmo, Tate, Wilton) | 4:45  |
| 5.  | Speak (Tate, Wilton)                          | 3:43  |
| 6.  | Spreading the Disease (Tate, Wilton)          | 4:07  |
| 7.  | The Mission (De Garmo)                        | 5:46  |
| 8.  | Suite Sister Mary (De Garmo, Tate)            | 10:41 |
| 9.  | The Needle Lies (Tate, Wilton)                | 3:09  |
| 10. | Electric Requiem (Rockenfield, Tate)          | 1:23  |
| 11. | Breaking the Silence (De Garmo, Tate)         | 4:34  |
| 12. | I Don’t Believe in Love (De Garmo, Tate)      | 4:24  |
| 13. | Waiting for 22 (De Garmo)                     | 1:08  |
| 14. | My Empty Room (Tate, Wilton)                  | 1:30  |
| 15. | Eyes of a Stranger (De Garmo, Tate)           | 6:38  |

## Bandleden
Ten tijde van de opnamen van Operation: Mindcrime bestond Queensrÿche uit de volgende leden.
- Geoff Tate — zang en keyboards
- Chris De Garmo — gitaren
- Michael Wilton — gitaren
- Eddie Jackson — bas
- Scott Rockenfield — drums en percussie (keyboard op Electric Requiem)

Met medewerking van
- Michael Kamen — cello en arrangeur
- The Moronic Monks of Morin Heights — koor
- Snakemeister — koordirigent
- Anthony Valentine — stem van dr. X
- Debbie Wheeler — stem van de verpleegkundige
- Mike Snyder — stem van de nieuwslezer
- Pamela Moore — stem van zuster Mary
- Scott Mateer — stem van priester William

- MusicBrainz release group: 1bdbbbcd-6380-3726-b039-86fe0559f273